# Iglesia de la Asunción de Nuestra Señora (Opacua)
La iglesia de la Asunción de Nuestra Señora es un edificio situado en la localidad española de Opacua, en la provincia de Álava.

## Descripción
El edificio se encuentra en la localidad española de Opacua, del municipio de Salvatierra, perteneciente a la provincia de Álava, en la comunidad autónoma del País Vasco. Se menciona como iglesia parroquial del lugar en el duodécimo volumen del Diccionario geográfico-estadístico-histórico de España y sus posesiones de Ultramar de Pascual Madoz, donde aparece descrita con las siguientes palabras: «igl. parr. aneja de Salvatierra dedicada á la Asuncion de Ntra. Sra., servida por uno de los beneficiados de la matriz». En el tomo de la Geografía general del País Vasco-Navarro dedicado a Álava y escrito por Vicente Vera y López, se dice lo siguiente: «su parroquia, de categoría rural de segunda clase, está dedicada á la Asunción de Nuestra Señora y pertenece al arciprestazgo de Salvatierra».